# Astrid N. Heiberg

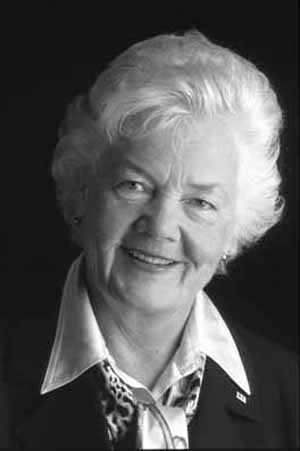
Astrid N. Heiberg

Astrid Nøklebye Heiberg (* 14. April 1936 in Oslo; † 2. April 2020) war eine norwegische Psychiaterin und Politikerin der konservativen Høyre-Partei. Sie fungierte von 1993 bis 1999 als Präsidentin des Norwegischen Roten Kreuzes und von 1997 bis 2001 als Präsidentin der Internationalen Föderation der Rotkreuz- und Rothalbmond-Gesellschaften.

## Leben
Astrid Heiberg wurde 1936 in Oslo geboren und absolvierte ein Studium der Medizin. Sie schloss 1969 ihre Facharztausbildung in Psychiatrie ab und erlangte 1980 die Promotion. Ab 1985 war sie Professorin für Psychiatrie an der Universität Oslo. Sie trat sowohl in ihrer Zeit als Psychiaterin als auch in der als Politikerin für die Anerkennung von Homosexualität ein. So setzte sie sich unter anderem auch dafür ein, Homosexualität von der Liste der psychischen Erkrankungen zu entfernen.

### Politische Karriere
Vom 14. Oktober 1981 bis zum 10. Oktober 1985 war sie in der Regierung Willoch Staatssekretärin im Sozialministerium und vom 18. April bis 9. Mai 1986 Ministerin für Verwaltungs- und Verbraucherangelegenheiten. Von 1985 bis 1989 gehörte sie dem Storting, dem norwegischen Parlament, an. Innerhalb ihrer Partei war sie in den Jahren 1990/1991 Vizevorsitzende. Vom 16. Oktober 2013 bis 15. April 2016 war sie Staatssekretärin im Ministerium für Gesundheit und Pflegedienste. Ab Januar 2018 gehörte Heiberg wieder dem Storting an. Dort zog sie zwar nicht direkt ein, sie vertrat jedoch ihren Parteikollegen Nikolai Astrup, der seit dem 17. Januar 2018 der Regierung angehört. Heiberg wurde damit die zu diesem Zeitpunkt älteste Person, die je im Parlament vertreten war. In der Zeit vor ihrem Tod wurde sie von Camilla Strandskog vertreten.

### Funktionärin im Gesundheitsbereich
Neben ihren politischen Ämtern wirkte sie von 1993 bis 1999 als Präsidentin des Norwegischen Roten Kreuzes. Im November 1997 übernahm sie von dem Juristen Mario Villarroel Lander aus Venezuela das Amt des Präsidenten der Internationalen Föderation der Rotkreuz- und Rothalbmond-Gesellschaften und wurde damit die erste Frau an der Spitze der Organisation. Zu ihrem Nachfolger wurde im November 2001 der Spanier Juan Manuel Suárez Del Toro Rivero gewählt. Im November 2011 erhielt sie mit der Henry-Dunant-Medaille die höchste Auszeichnung der Internationalen Rotkreuz- und Rothalbmond-Bewegung.

### Privates
Astrid Heiberg war seit 1963 verheiratet und Mutter von zwei Töchtern.